# 台東初音幼稚園
台東初音幼稚園（たいとうはつねようちえん、Taito Hatsune Kindergarten ）は、1949年（昭和24年）東京都台東区谷中に創立した、東京都公認の仏教系幼稚園。

## 設立の趣旨
人間教育の第一歩として幼児教育を情操面から取り上げ、精神と身体のバランスのとれた
発育をねらいとした早期教育を行う。 
集団生活を経験することによって、友達とのよい関係を保てるよう、年齢に応じた教育を
行う。

## 教育目標
一人一人の子供を大切にし、楽しい遊びや集団生活を通して 
- 礼拝の習慣を身につけ、年長者を敬う心、生き物を慈しむ心、感謝する心、友達と楽しく協力し合う心、物を大切にする心、思いやりのある心を育てる。
- 健康でたくましく、豊かな感性と創造性を育てる。
- 基本的生活習慣と正しいマナーを身につける。
- 約束を守り、自分で考えて行動できる子供を育てる。

## 沿革
- 1949年（昭和24年）
  - 台東初音幼稚園 創立（母体：初音山 東漸寺 観智院）

ほか

## 園職員
- 園長：髙橋海有

ほか